# Mintonia
Mintonia is een geslacht van spinnen uit de familie springspinnen (Salticidae).

## Soorten
De volgende soorten zijn bij het geslacht ingedeeld:
- Mintonia breviramis Wanless, 1984
- Mintonia caliginosa Wanless, 1987
- Mintonia ignota Logunov & Azarkina, 2008
- Mintonia mackiei Wanless, 1984
- Mintonia melinauensis Wanless, 1984
- Mintonia nubilis Wanless, 1984
- Mintonia protuberans Wanless, 1984
- Mintonia ramipalpis (Thorell, 1890)
- Mintonia silvicola Wanless, 1987
- Mintonia tauricornis Wanless, 1984